# Synkron
Synkron — кроссплатформенное приложение, предназначенное для синхронизации двух и более папок. Утилита написана на языке программирования C++ с использованием библиотеки Qt4 и распространяется под лицензией GNU GPL.

## Описание
Synkron позволяет производить копирование в указанный каталог файлы и папки, может производить замену устарелых версий файлов новыми, учитывая тот факт, что синхронизация может быть двунаправленной. Помимо локальной синхронизации, утилита Synkron поддерживает синхронизацию по сети.
Утилита оснащена дополнительными услугами, в число которых входит планировщик задач для запуска синхронизации по расписанию в назначенное время, который поддерживает многопоточность, то есть может выполнять несколько операций одновременно. Все задействованные события происходят в отдельных вкладках. Из других услуг, можно выделить «Чёрный список» и «Фильтры».

## Особенности
- Синхронизация нескольких папок одновременно.
- Анализ папки для просмотра выполнения будущей работы.
- Исключение конкретных файлов из синхронизации.
- Восстановление файлов, которые были удалены или заменены новыми при синхронизации.
- Детальная настройка синхронизации.
- Кроссплатформенность.
- Открытый исходный код.